# شبکه آ تی‌وی بین‌الملل
شبکه آ تی وی بین‌الملل(به ترکی آذربایجانی:Azad Azerbaijan International Televiziyası) از شبکه های تلویزیونی جمهوری آذربایجان و جزء گروه کانال های خصوصی(ملی) که در ۲۰۱۰ افتتاح شده است.شبکهٔ آ تی وی بین‌الملل تنها شبکهٔ بین‌الملل جمهوری آذربایجان می‌باشد که به ۵ زبان زنده دنیا انگلیسی ، ترکی آذربایجانی ، فارسی ، روسی و ارمنی به صورت متناوب در طول روز برنامه گوناگون پخش می‌کند. 